# Gordon Byron Howard
Gordon Byron Howard, kanadski general, * 1895, † 1976. V kanadski vojski je služil med letoma 1934 in 1947. 